# Pąs 6R
Pąs 6R, E126 – organiczny związek chemiczny, czerwony spożywczy barwnik monoazowy. W histologii barwi się nim fibrynę.